# Домостроїтельний Завод
Домострої́тельний Завод (рос. Домостроительный Завод) — селище у складі Солнечного району Хабаровського краю, Росія. Входить до складу Хурмулинського сільського поселення.

## Населення
Населення — 503 особи (2010; 566 у 2002).
Національний склад (станом на 2002 рік):
- росіяни — 86 %